# Janet (1892)
Pour les articles homonymes, voir Janet.
La Janet est une barge de l'Amirauté britannique construite en 1892 par la société de construction navale J. Samuel White à Cowes sur l'île de Wight. Ce bateau à vapeur, en propriété privée, est basé à Windermere.

Il est classé bateau historique depuis 1993 par le National Historic Ships UK  et au registre du National Historic Fleet.

## Histoire
Janet a servi comme Admiralty Barge no 236, auprès du croiseur HMS Edgar (en) et en 1893 du croiseur  HMS Crescent. À partir de 1897 il a été au service du croiseur HMS Royal Arthur (en) puis du croiseur protégé HMS Powerful.

Il fut mis hors service en 1912 et vendu pour être reconverti en yacht à moteur sur le fleuve Shannon en Irlande. Puis il a été acquis à la fin des années 1980 et ramené à Gosport. Il a été restauré pour être remis à la vapeur en août 1992. Il a été racheté par son propriétaire actuel en 2002 et il est maintenant basé à Windermere.